# Warwick Avenue (stanice metra v Londýně)
Warwick Avenue je stanice metra v Londýně, otevřená 31. ledna 1915. Odbavovací halu zasáhl 17. září 1985 oheň. Stanice pak byla den zavřená. Podle stanice je pojmenovaná píseň od velšské zpěvačky Duffy, která vyhrála 3. místo UK Singles Chart. Autobusové spojení zajišťují linky: 6, 46, 187 a 414. Stanice se nachází v přepravní zóně 2 a leží na lince:
- Bakerloo Line mezi stanicemi Maida Vale a Paddington.

| Rok  | Počet cestujících |
| ---- | ----------------- |
| 2011 | 4,30 mil          |
| 2012 | 4,31 mil          |
| 2013 | 4,62 mil          |
| 2014 | 4,51 mil          |